# Liste der Kulturgüter in Zürich/Kreis 11
Die Liste der Kulturgüter in Zürich/Kreis 11 enthält alle Objekte im Kreis 11 der Stadt Zürich, die gemäss der Haager Konvention zum Schutz von Kulturgut bei bewaffneten Konflikten, dem Bundesgesetz vom 20. Juni 2014 über den Schutz der Kulturgüter bei bewaffneten Konflikten sowie der Verordnung vom 29. Oktober 2014 Berger den Schutz der Kulturgüter bei bewaffneten Konflikten unter Schutz stehen.
Objekte der Kategorien A und B sind vollständig in der Liste enthalten, Objekte der Kategorie C fehlen zurzeit (Stand: 1. Januar 2022). Unter übrige Baudenkmäler sind weitere geschützte Objekte zu finden, die im Verzeichnis der Objekte von überkommunaler Bedeutung der kantonalen Denkmalpflege zu finden und nicht bereits in der Liste der Kulturgüter enthalten sind.

## Kulturgüter
| Foto |                                                                          | Objekt                                                                                | Kat. | Typ | Standort                                 | Beschreibung                                                                 |
| ---- | ------------------------------------------------------------------------ | ------------------------------------------------------------------------------------- | ---- | --- | ---------------------------------------- | ---------------------------------------------------------------------------- |
| ja   | Datei hochladen · Wikidata zu Schweizer Fernsehen DRS (Q27490291)        | Schweizer Radio und Fernsehen SRF, audiovisuelles Archiv KGS-Nr.: 9169                | A    | S   | Fernsehstrasse 1–4 684750 / 252339       |                                                                              |
| ja   | Datei hochladen · Wikidata zu Gustav-Ammann-Park (Q1555480)              | Gustav-Ammann-Park KGS-Nr.: 10444                                                     | A    | G   | Langwiesstrasse 682689 / 251725          |                                                                              |
| ja   | Datei hochladen · Wikidata zu Bahnhof Zürich Oerlikon (Q194887)          | Bahnhof Oerlikon mit Perronüberdachungen KGS-Nr.: 7977                                | B    | G   | Hofwiesenstrasse 369–375 683438 / 251774 |                                                                              |
| ja   | Datei hochladen · Wikidata zu Maria Lourdes (Zürich-Seebach) (Q14538510) | Katholische Kirche Maria-Lourdes mit Pfarrhaus und Kirchgemeindezentrum KGS-Nr.: 7998 | B    | G   | Schaffhauserstrasse 465 683657 / 252690  |                                                                              |
| ja   | Datei hochladen · Wikidata zu Warenhaus Jelmoli, Ohmstrasse (Q29933679)  | Warenhaus Jelmoli KGS-Nr.: 9280                                                       | B    | G   | Ohmstrasse 11 683569 / 251635            |                                                                              |
| BW   | Datei hochladen · Wikidata zu Seeufersiedlung (Q29933652)                | Oberer Katzensee, mesolithische Fundstelle KGS-Nr.: 12743                             | B    | F   | 680266 / 253525                          | Objekt liegt zum Teil auf dem Gemeindegebiet von Regensdorf (KGS-Nr. 14826). |

## Übrige Baudenkmäler
| ID       | Foto |                                                                   | Objekt                                | Kat.   | Typ | Standort                                    | Beschreibung |
| -------- | ---- | ----------------------------------------------------------------- | ------------------------------------- | ------ | --- | ------------------------------------------- | ------------ |
| 27200792 | ja   | Datei hochladen · Wikidata zu Offene Rennbahn Oerlikon (Q1332052) | Offene Rennbahn Oerlikon              | B reg. | G   | Dörflistrasse 90 683974 / 251571            |              |
| AF894    | ja   | Datei hochladen                                                   | Gebäude                               | C      | G   | Zehntenhausstrasse 3 680562 / 252653        |              |
| AF3063   | ja   | Datei hochladen                                                   | Gebäude                               | C      | G   | Wehntalerstrasse 469 680929 / 252292        |              |
| AF4501   | ja   | Datei hochladen                                                   | Gebäude                               | C      | G   | Tobelsteig 16–18 680437 / 252367            |              |
| AF5088   | ja   | Datei hochladen                                                   | Gasthof Löwen                         | C      | G   | Wehntalerstrasse 544 680569 / 252615        |              |
| AF5089   | ja   | Datei hochladen                                                   | Gebäude                               | C      | G   | Zehntenhausstrasse 1 680569 / 252638        |              |
| AF5096   | ja   | Datei hochladen                                                   | Gebäude                               | C      | G   | Zehntenhausstrasse 9–11 680570 / 252672     |              |
| AF5118   | ja   | Datei hochladen                                                   | Bauernhaus mit angebauter Scheune     | C      | G   | Horensteinstrasse 46 680636 / 253399        |              |
| AF5130   | ja   | Datei hochladen                                                   | Gebäude                               | C      | G   | Stöckengasse 7 680730 / 252934              |              |
| AF5133   | ja   | Datei hochladen                                                   | Gebäude                               | C      | G   | Alte Mühlackerstrasse 14 680641 / 253159    |              |
| AF5246   | ja   | Datei hochladen                                                   | Gebäude                               | C      | G   | Wehntalerstrasse 546 680549 / 252623        |              |
| AF5272   | ja   | Datei hochladen                                                   | Bauernhaus                            | C      | G   | Wehntalerstrasse 431–433 681161 / 252155    |              |
| OE107    | ja   | Datei hochladen                                                   | Gebäude                               | C      | G   | Oleanderstrasse 5 683066 / 251601           |              |
| OE2315   | ja   | Datei hochladen                                                   | Ehem. Kino Colosseum                  | C      | G   | Welchogasse 6 683558 / 251573               |              |
| OE2345   | ja   | Datei hochladen                                                   | Gebäude                               | C      | G   | Berninastrasse 104–106 683150 / 251177      |              |
| OE4589   | ja   | Datei hochladen · Wikidata zu Hallenstadion (Q666984)             | Hallenstadion                         | C      | G   | Wallisellenstrasse 45 684005 / 251772       |              |
| OE4961   | ja   | Datei hochladen                                                   | Tramdepot Oerlikon                    | C      | G   | Tramstrasse 29 683744 / 251546              |              |
| OE5118   | ja   | Datei hochladen                                                   | Gebäude                               | C      | G   | Schaffhauserstrasse 349 683586 / 251558     |              |
| OE6032   | ja   | Datei hochladen                                                   | Wohnsiedlung Berninaplatz             | C      | G   | Schaffhauserstrasse 232–234 683647 / 250765 |              |
| OE6114   | ja   | Datei hochladen                                                   | Siedlungswerke Oerlikon               | C      | G   | Tramstrasse 85 684308 / 251431              |              |
| OE6161   | ja   | Datei hochladen                                                   | Wohlfahrtsgebäude Oerlikon-Bührle AG  | C      | G   | Langwiesstrasse 30 682709 / 251751          |              |
| OE6218   | ja   | Datei hochladen                                                   | Siedlungswerke Oerlikon               | C      | G   | Tramstrasse 73 684203 / 251428              |              |
| OE6348   | ja   | Datei hochladen                                                   | Gebäude                               | C      | G   | Edisonstrasse 5 683513 / 251556             |              |
| OE6348   | ja   | Datei hochladen                                                   | Gebäude                               | C      | G   | Franklinstrasse 20 683477 / 251554          |              |
| SE4291   | ja   | Datei hochladen                                                   | Gebäude                               | C      | G   | Ausserdorfstrasse 18–20 683498 / 253299     |              |
| SE4874   | ja   | Datei hochladen                                                   | Bauernhaus                            | C      | G   | Buhnrain 29–37 683319 / 252846              |              |
| SE4875   | ja   | Datei hochladen                                                   | Sennhof Seebach                       | C      | G   | Hertensteinstrasse 1 683332 / 253082        |              |
| SE5563   | ja   | Datei hochladen                                                   | Gebäude                               | C      | G   | Seebacherstrasse 107 683076 / 252955        |              |
| SE5867   | ja   | Datei hochladen                                                   | Fabrik Wüst AG (ehem. Fabrik Stierli) | C      | G   | Schaffhauserstrasse 468 683845 / 252584     |              |
| SE6186   | ja   | Datei hochladen                                                   | Waschhaus                             | C      | G   | Schwandenholzstrasse 159 681967 / 253135    |              |
| SE6247   | ja   | Datei hochladen                                                   | Gebäude                               | C      | G   | Buhnrain 26 683281 / 252913                 |              |
| SE6427   | ja   | Datei hochladen                                                   | Speicher                              | C      | G   | Käshaldenstrasse 40 682830 / 253863         |              |
| SE6429   | ja   | Datei hochladen                                                   | Abteihof Köschenrüti                  | C      | G   | Köschenrütistrasse 183–185 682836 / 253835  |              |
| SE6470   | ja   | Datei hochladen                                                   | Gebäude                               | C      | G   | Ausserdorfstrasse 12–16 683534 / 253317     |              |
| SE6667   | ja   | Datei hochladen                                                   | Bauernhof mit Scheune                 | C      | G   | Käshaldenstrasse 24 682931 / 253838         |              |
| SE6671   | ja   | Datei hochladen                                                   | Bauernhof mit Waschhaus               | C      | G   | Käshaldenstrasse 20–22 682957 / 253838      |              |

Legende: Im Wesentlichen siehe Legende der Liste der Kulturgüter von nationaler und regionaler Bedeutung, mit folgenden Ausnahmen:
- Anstelle der KGS-Nummer wird als Objekt-Identifikator (ID) die Inventarnummer im Verzeichnis der Objekte von überkommunaler Bedeutung des kantonalen Denkmalschutzamtes verwendet.
- Bei den Kategorien wird wie folgt unterschieden: B kant. = Objekt von kantonaler Bedeutung (Kanton Zürich); B reg. = Objekt von regionaler Bedeutung (Kanton Zürich).